# CalyxOS
CalyxOS est un système d'exploitation pour les téléphones basé sur Android avec des logiciels majoritairement gratuits et open source. Il est produit par le Calyx Institute dans le cadre de sa mission de « défendre la confidentialité, la sécurité et l'accessibilité en ligne ».
CalyxOS préserve le modèle de sécurité Android, en utilisant le système Android Verified Boot de signature cryptographique du système d'exploitation et en fonctionnant avec un chargeur de démarrage verrouillé,, en partie grâce à un programme d'installation qui guide l'utilisateur tout au long du processus de déverrouiller, puis de verrouiller le bootloader.

## Histoire
Les rapports annuels du Calyx Institute indiquent que CalyxOS a été lancé publiquement au cours de leur exercice 2018-2019. L'inspiration incluait Tails et Qubes OS, et les objectifs étaient censés être "complètement open source", supprimant le suivi propriétaire de Google et incluant les applications Tor, Signal et CalyxVPN pour une confidentialité accrue.
CalyxOS prend en charge les smartphones Google Pixel. CalyxOS prend en charge le Fairphone 4,. En mars 2024, CalyxOS Fairphone 5 est officiellement pris en charge.
En avril 2022, CalyxOS a annoncé la prise en charge des OnePlus 8T, 9 et 9 Pro. Cependant, en mai 2022, CalyxOS a annoncé que les versions de OnePlus avaient été retirées en raison d'un « problème de reverrouillage » du bootloader. En juillet 2022, selon CalyxOS, le problème de reverrouillage OnePlus n'avait toujours pas été résolu.
En mai 2024, CalyxOS prend en charge les Pixel tous types 3 à 8, Fold et Tablet, Fairphone 4 à 5, Moto G32 à G52 et Shiftphone SHIFT6mq.
| Software nom  | Caractéristiques)                                                                           | Notes |
| ------------- | ------------------------------------------------------------------------------------------- | --- |
| Aurora Store  | Alternative au Google Play Store                                                            | Aurora Store utilise le même catalogue standard d'applications et installe les applications directement depuis les serveurs Google sur le téléphone. CalyxOS accorde à Aurora Store des privilèges spéciaux afin que les mises à jour des applications puissent être installées automatiquement.                          |
| Chromium      | navigateur Web gratuit et open-source (FOSS)                                                | Bromite fork, succédant au navigateur mobile DuckDuckGo comme navigateur Web par défaut en juin 2022. |
| F-Droid Basic | Boutique d'applications FOSS pour Android                                                   | CalyxOS inclut une version de F-Droid appelée « F-Droid Basic » qui permet des mises à jour, des installations et des désinstallations d'applications simplifiées sans privilèges élevés. |
| MicroG        | Permet d'utiliser les services de Google Play avec des comptes Google complètement anonymes | Certaines applications dépendantes des services Google Play peuvent ne pas fonctionner avec MicroG, l'utilisation de MicroG est facultative. |
| Organic Maps  | Application de navigation anonymisé                                                         | Une application de navigation axée sur la confidentialité pour la conduite, la randonnée et le vélo. L'application utilise OpenStreetMap pour ses données cartographiques. Elle peut télécharger des cartes sur l'appareil pour les utiliser comme informations de localisation et de navigation sans connexion Internet. |
| Seedvault     | Application de sauvegarde et de restauration cryptée pour Android                           | Calyx Institute a parrainé le développement de SeedVault et un rapport annuel indique qu'ils ont « lancé SeedVault » au cours de 2019-2020. SeedVault est aussi utilisé par LineageOS,. |
| Signal        | Application d'appel/messagerie cryptée                                                      | Application de messagerie et de conversation vocale gratuite et axée sur la confidentialité, préinstallée comme application de messagerie dans CalyxOS. |

CalyxOS est livré avec MicroG comme alternative open source aux services mobiles de Google, y compris les services de localisation Mozilla en remplacement facultatif des services de localisation fournis par Google, mais donne à l'utilisateur la possibilité de désactiver microG et ses services de localisation

## Réception
En octobre 2020, Moritz Tremmel a examiné CalyxOS. Un mois plus tard, Tremmel a expliqué qu'il préférait CalyxOS à LineageOS. Un an plus tard, en septembre 2021, Tremmel a expliqué en quoi CalyxOS était différent des autres ROM: il ne nécessitait pas autant de « bidouilles ». Rahul Nambiampurath, écrivant pour MakeUseOf en mars 2021, a qualifié CalyxOS de « l'une des meilleures ROM Android pour la confidentialité et offre le juste milieu entre commodité et confidentialité ». En août 2021, Android Authority a écrit que CalyxOS « met la confidentialité et la sécurité entre les mains des utilisateurs quotidiens ».
En 2022, le livre c't Sicher ins Netz : Comment bloquer les moniteurs et les attaquants, disait « CalyxOS est l'une des plus jeunes ROM personnalisées, elle ne fêtera son deuxième anniversaire qu'à l'été 2022. Avec un pare-feu Datura intégré, VPN et Cloudflare DNS, Calyx promet plus de sécurité que certains autres systèmes mobiles.
En 2023, CalyxOS était le seul système d'exploitation alternatif pour téléphone recommandé par Carey Parker dans le livre « Firewalls Don't Stop Dragons ».

## Voir également
- Liste des distributions Android personnalisées
- Système d'exploitation axé sur la sécurité
- Projet Gardien